# Perro callejero (película)
Perro callejero es una película de drama mexicana de 1980 dirigida por Gilberto Gazcón y protagonizada por Valentín Trujillo, Valentín Trujillo, Blanca Guerra, Ana Luisa Peluffo, Lyn May, Eric del Castillo, Sergio Goyri, Rogelio González Grau, Maritza Olivares, Lalo "El Mimo", Victoria Ruffo y Pedro Weber "Chatanuga". Esta película refleja problemas sociales como las drogas, la prostitución, las influencias del tráfico y los homicidios.

## Sinopsis
Drama cinematográfico que visualiza la realidad de la clase baja en la sociedad mexicana. Donde "Perro" (Valentín Trujillo), durante su niñez, se ve envuelto en una vida de crimen. Desde no poseer un hogar verdadero y solamente al padre “Maromas” (Eric del Castillo), quien tomaría la custodia legal y cuidado sobre él como su propio hijo.
Todo comienza cuando probablemente tenía 4 años en la Ciudad de México, Perro queda solo cuando su padre es asesinado en la calle. Entonces, sin saber siquiera su nombre real o fecha de nacimiento, queda exento de alguna parte a dónde ir, perdido en las profundidades de una ciudad oscura y violenta. Así, termina por integrarse a un grupo de niños callejeros que toman su cuidado. Vagando por las rúas capitalinas cuando un mendigo alcohólico toma el cuidado su cuidado. Sin embargo más tarde éste lo golpea brutalmente una y otra vez. Postreramente "Perro" resulta ayudado por los anteriores muchachos. Empero, aquí es cuando la vida del protagonista "Perro" da rienda suelta al camino delictivo dentro de él. Comienza por robar hasta que la policía lo captura y es enviado a una prisión juvenil. Allí conocería a su camarada El Flautas (Rogelio González Grau), con quien comienza una amistad y alianza de tintes comerciales.
Pese al escarmiento, "Perro", nunca podría cambiar. En la prisión, un hombre religioso humilde, conocido como el padre "Maromas" toma la custodia legal de él, e incluso le lleva a un refugio pobre para niños, que el mismo canónigo construye. Con todo, "Perro" no frena su comportamiento criminal llegando incluso a robar del padre "Maromas" (aun sabiendl que el dinero estaba destinado a la salvación de su hogar). A priori, tras cometer el acto, no puede tratar con su conciencia y, de nueva cuenta, junto a sus leales compinches "El Flautas" y "Andrés" (Sergio Goyri), realizan con violencia un hurta sobre un prestamista local (Pedro Weber); con la finalidad de recompensar al padre damnificado su parte del dinero. "Perro" no logra llegar lejos con su crimen porque Andrés no solo robó el dinero, sino también un Rolex de oro. Él lo vende más adelante a Elizondo, un soplón de la policía quien los delata. El destino de Perro era la cárcel y allí es donde él terminó.

## Reparto
- Valentín Trujillo
- Ana Luisa Peluffo
- Lyn May
- Eric del Castillo
- Blanca Guerra
- Eduardo de la Peña "Lalo El Mimo"
- Sergio Barrios
- Sergio Goyri
- Alejandro Uriga
- Rogelio González Grau
- Victoria Ruffo
- Pedro Weber